# 敏捷槍蝦
敏捷槍蝦（学名：Alpheus strenuus）为槍蝦科槍蝦屬下的一个种。